# 杜卡利翁

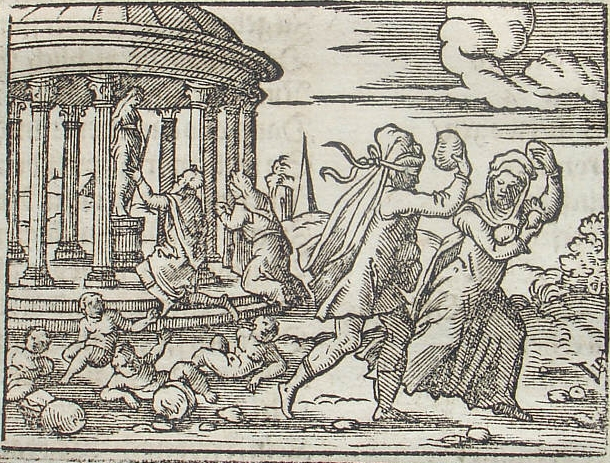
杜卡利翁和皮拉
（出自1562年版奥维德的变形记）

杜卡利翁古希臘傳說中普羅米修斯的兒子。
是在天神懲罰人類的大洪水裡，少數生存下來的古希臘人之一。另有一位為皮拉。